# Союз МС-30
Союз МС-30 (№ 761) — российский транспортный пилотируемый космический корабль, запуск которого к Международной космической станции запланирован на февраль-март 2027 года. Запуск корабля планируется с помощью ракеты-носителя «Союз-2.1а» со стартовой площадки № 31 космодрома Байконур. Во время полёта на МКС планируется доставить участников космических экспедиций МКС-76.

## Экипаж
| Космонавт          | Должность                 | № полёта        | Организация     |
| Основной экипаж    | Основной экипаж           | Основной экипаж | Основной экипаж |
| ------------------ | ------------------------- | --------------- | --------------- |
| Дмитрий Петелин    | Командир ТПК «Союз МС»    | 2               | Роскосмос       |
| Константин Борисов | Бортинженер ТПК «Союз МС» | 2               | Роскосмос       |
|                    | Бортинженер ТПК «Союз МС» |                 |                 |

### История формирования экипажа
11 июня 2025 года Межведомственная комиссия по отбору космонавтов утвердила основной и дублирующий экипаж экспедиции МКС-76 со стартом на корабле «Союз МС-30». В основной экипаж вошли космонавты Роскосмоса Дмитрий Петелин (командир), Константин Борисов, третий член экипажа пока не объявлен.